# Крајно Брдо
Крајно Брдо (словен. Krajno Brdo) је насељено место у општини Луковица, Средњесловенска регија, Словенија.

## Историја
До територијалне реорганизације у Словенији било је у саставу старе општине Домжале.

## Становништво
У попису становништва из 2011. године, Крајно Брдо је имало 88 становника.
| Број становника према пописима | Број становника према пописима | Број становника према пописима |
| ------------------------------ | ------------------------------ | ------------------------------ |
| 1991                           | 2002                           | 2011                           |
| 98                             | 108                            | 88                             |

## Галерија
- засеок Гобовшек
- центар села
- панорама